# Yvonne Kapp
Yvonne Hélène Kapp geborene Mayer (geboren am 17. April 1903 in Norwood, London; gestorben am 22. Juni 1999 in London) war eine englische Autorin und Historikerin. Ihr Pseudonym lautet Yvonne Cloud.

## Leben und Werk
Yvonne Mayer wurde 1903 als Kind jüdischer Eltern in einem Londoner Vorort geboren. Ihr Vater Max Alfred Mayer (1871–1948) wurde in Worms geboren, ihre Mutter war Clarisse Fanny Bielefeld (1878–1961). Sie studierte am King’s College in London, 1922 heiratete sie den Maler Edmond X. Kapp. Während der 1920er Jahre war sie Feuilletonredakteur der Vogue in Paris. 1930 ließ sie sich scheiden. 1936 wurde sie Mitglied der Communist Party of Great Britain und reiste mit Harry Pollitt nach Moskau. Sie arbeitete für die Flüchtlinge aus dem Baskenland während des Spanischen Bürgerkrieges und 1937 bis 1940 für die britischen Behörden für die jüdischen Flüchtlingen aus der Tschechoslowakei. 1941 wurde sie wissenschaftliche Angestellte der „Amalgamated Engineering Union“ und danach für den „Medical Research Council.“ Von 1953 bis 1957 war sie für den Verlag „Lawrence and Wishart“ als Lektorin und Übersetzerin tätig.
Ihre schriftstellerische Laufbahn begann sie 1926 mit den Buch „Pastiche. A music-room book“. Danach folgten weitere Werke unter dem Pseudonym „Yvonne Cloud“. Als Übersetzerin von Ilja Ehrenburg, Bertolt Brecht machte sie sich beim englischsprachigen Publikum bekannt. Ab 1966 arbeitete sie an der Biografie von Eleanor Marx. Das Buch wurde in den führenden Zeitungen besprochen, so in der Times, dem Guardian, dem Evening Standard, dem Listener, dem New Statesman und dem Morning Star. Ihre Biografie über Eleanor Marx wird wissenschaftlich anerkannt und ist, so Eric Hobsbawm  „an absolutely first-class biography.“

## Schriften
- Pastiche. A music-room book. With Twenty-eight Drawings b Edmond X. Kapp. Faber & Gwyer, London 1926.
- Beside the Seaside. Six variations. Ed. by Yvonne Cloud. Stanley Nott, London 1934.[8]
- The Basque children in England. An account of their life at North Stoneham camp. With photographs. London 1937.
- Library of Contemporary Soviet Novels. (General editor: Y. Kapp.). Lawrence & Wishart, London  1955 ff.
- A Study of attitudes to factory work. S. Wyatt and R. Marriott, assisted by R. A. Denerley; H. Campbell; J. Walker; Yvonne Kapp and F. G. L. Stock. Her Majesty's Stationery Off., London 1956. (=Special Report Series. Privy Council. Medical Research Council. 292)
- Ilja Ehrenburg: Julio Jurenito. Translated by Anna Bostock in collaboration with Yvonne Kapp. MacGibbon & Kee, London  1958.
- Paul Lechat: Italy. Linedrawings by Remo Forlani. Translated by Yvonne Kapp. Edward Hulton,  London 1959.
- Frederick Engels, Paul and Laura Lafargue. Correspondence. (Translated by Yvonne Kapp.) 3 Vol. Foreign Languages Publishing House: Moscow, 1959–1963.
- Bertolt Brecht: The prose. Transl. by Yvonne Kapp. The verse transl. by Michael Hamburger. Methuen, London 1961.
- Some reflections on Brecht. In: Marxism today. 6 (1962),2 (February), S. 49–53. ISSN 0025-4118
- Ilja Ehrenburg: Chekhov, Stendhal and other essays. Translated by Anna Bostock in collaboration with Yvonne Kapp. MacGibbon & Kee, London  1962.
- Ilja Ehrenburg: Men, years - life.  Vol. 5 The War 1941–45. Translated by Tatania Shebunina in collaboration with Yvonne Kapp. MacGibbon & Kee, London  1964.
- Ilja Ehrenburg: Memoirs. 1921–1941. Translated by Tatania Shebunina in collaboration with Yvonne Kapp. Grosset & Dunlap, New York 1966.
- Eleanor Marx. Vol. I, Family life (1855–1883). Lawrence and Wishart, London 1972. ISBN 0-85315-248-9[9]
- Eleanor Marx. Vol. II. The crowded years (1884–1898). Lawrence and Wishart, London 1976. ISBN 0-85315-370-1[10]
- Eleanor, chronique familiale des Marx Trad. de l’anglais par Olga Meier. Ed. Sociales, Paris 1980. ISBN 2-209-05367-6
  - Cronica familiei Marx, (1855–1883). Ed. Titu  Georgescu. Editura Politică, Bucures, ti 1983.
- Bertolt Brecht: Short stories. 1921–1946. Ed. by John Willett and Ralph Manheim. Transl. by Yvonne Kapp, Hugh Rorrison and Anthony Tatlow Methuen, London 1983. ISBN 0-413-37050-X
- The air of freedom. The birth of the new unionism. Lawrence and Wishart, London 1989.
- The personal and the political. The Young Communist League and youth culture Frederick Demuth. New evidence from old sources. Pluto Press, London 1994. ISBN 0-7453-0810-4
- New evidence from old sources. In: The personal and the political. The Journal of the Socialist History Society. Issue 6, London Autumn 1994, S. 17–27. ISBN 0-7453-0810-4
- Yvonne Kapp, George Wardle: In search of Mr. and Mrs. Wardle. Footnote to a murder trial together with George Wardle's memorials of William Morris, some of his drawings for his letters to Messrs. Morris, Marshall, Faulkner & Co. and other documents.  History Workshop, Oxford 1994.
- Yvonne Kapp, Margaret Mynatt: British policy and the refugees 1933–1941. Frank Cass, London 1997. ISBN 0-7146-4797-7[11] Inhaltsverzeichnis und Vorwort
- Time will tell. Memoirs. Ed. by Chairmian Brinson and Betty Lewis and with a prefeace by Allison Light. Verso, London 2003.[12] ISBN 1-85984-510-X Autobiografie

 als Yvonne Cloud
- Short Lease. Desmond Harmsworth, London 1932.
- Nobody asked you. The Willy-Nilly Press, London [1932].
- Mediterranean Blues. John Lane, London 1933.
- Creditors and how to escape them. Being a hand-book of practical value to debtors and insolvents of all ages, etc. John Lane, London 1933.
- The Houses in between. A domestic comedy in several districts. John Lane, London 1938.

## Nachlass
- Yvonne Kapp Papers (London Metropolitan University)
- The National Archives. The Women's Library
- The University of North London holds papers of Yvonne Kapp relating to her work for the AEU

## Belege
1. ↑  The Palgrave Dictionary of Anglo-Jewish History
2. ↑  Time will tell. Memoirs.
3. ↑  The Basque children in England. An account of their life at North Stoneham camp.
4. ↑  Yvonne Kapp, Margaret Mynatt: British policy and the refugees 1933–1941.
5. ↑  Obituary: Yvonne Kapp. In: The Independent. 1. Juli 1999 (independent.co.uk [abgerufen am 29. November 2016]).
6. ↑  „Author's note“. In: Eleanor Marx. Vol. I, Family life (1855–1883), S. 11.
7. ↑  Klappentext: Eleanor Marx. Vol. I, Family life (1855–1883).
8. ↑  Includes: Southend by Kate O'Brien, Brighton by Antonia White, Bournemouth by Malcolm Muggeridge, Blackpool by James Laver, Scarbourough by V.S. Pritchett, Margate by Yvonne Cloud.
9. ↑  „Dedicated to Bianca Margaret Mynatt“.
10. ↑  „To the Memory of Elisabeth Homer Whitman (née Peel) d. 11 December 1972. Robert Stewart d 14 September 1973“.
11. ↑  „Dedicated to the Memory of Margaret (Bianca) Mynatt, 1907–1977“.
12. ↑  Gewidmet: „For Betty Lewis“.

| Personendaten    | Personendaten                                                                                           |
| ---------------- | --- |
| NAME             | Kapp, Yvonne                                                                                            |
| ALTERNATIVNAMEN  | Kapp, Yvonne Hélène (vollständiger Name); Mayer, Yvonne Hélène (Geburtsname); Cloud, Yvonne (Pseudonym) |
| KURZBESCHREIBUNG | englische Autorin und Historikerin                                                                      |
| GEBURTSDATUM     | 17. April 1903                                                                                          |
| GEBURTSORT       | Norwood, London                                                                                         |
| STERBEDATUM      | 22. Juni 1999                                                                                           |
| STERBEORT        | London                                                                                                  |